# 清水川元吉

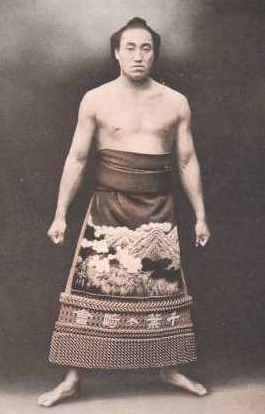

清水川元吉（1900年1月13日—1967年7月5日），原名長尾米作，日本青森縣北津輕郡三好村（現：青森縣五所川原市）出身的前大相撲力士。最高位置是東大關。他身高179cm，重107kg，所屬的相撲部屋是二十山部屋。

## 生涯
清水川生於當地一個農家，是家中長子。在1917年1月開始專業相撲生涯，在1923年1月晉級至幕內級別。在1926年1月昇至小結，但他沒有參加那場比賽。他在1927年參加了前頭級的比賽，但暫時離開了日本相撲協會，並沒有被列入1928年3月和5月番付表。1928年10月回來後，他被列入十兩的最底部，並在贏得兩項十兩的優勝後，於1930年回到幕內。
1932年清水川晉升至第二高級別大關，但從來沒有取得橫綱頭銜，儘管贏得了三個場所的總冠軍，但他被忽略晉升，而兩名比他差的選手，武藏山武和男女之川登三，都被晉升為橫綱。有人認為這是因為清水川屬於一個小部屋的二十山部屋，武藏山和男女之川登三則都是更大和更有影響力的部屋的成員（分別是出羽海和高砂）。

## 引退後
清水川在1937年5月的比賽後引退(因在1934年9月島根縣的巡迴賽中右大腿骨脱臼重傷)，後襲名追手風，從二十山部屋分家成立自己的部屋。1965年1月12日退休，1967年7月5日死去，享年67歳。